# Symmachia emeralda
Espèce
Symmachia emeralda est une espèce d'insectes lépidoptères de la famille des Riodinidae et du genre Symmachia.

## Taxonomie
Symmachia emeralda a été décrit par Jason Piers Wilton Hall et Donald James Harvey (d) en 2002.

## Description
Symmachia emeralda est un papillon au dessus marron orné de trois fines lignes ocre proches, en position marginale et submarginale et d'écailles vert métallisé à la base des ailes formant une plaque métallisée.
Le revers est marron rayé sur des lignes ocre sur toute la surface des ailes.

## Biologie
Symmachia emeralda a été observé en Guyane sur des fleurs de Cordia.

## Écologie et distribution
Symmachia emeralda a été décrit en Équateur et en Guyane.

### Biotope
Symmachia emeralda réside dans la canopée.

### Protection
Pas de statut de protection particulier.